# 瑶区瑶族乡
瑶区瑶族乡是中华人民共和国云南省西双版纳傣族自治州勐腊县下辖的一个民族乡。

## 行政区划
瑶区瑶族乡下辖以下村级行政区划单位：
沙仁村、纳卓村、新山村和黄莲山村。